# Лебедев, Владимир Иванович (политик)
Владимир Иванович Лебедев (псевдоним Александров; 13 января 1885, Ростов-на-Дону — 30 марта 1956, Нью-Йорк) — эсер-боевик, лейтенант французской армии, помощник А. Ф. Керенского, управляющий Морским министерством (1917), член Военного штаба КОМУЧа, политэмигрант, писатель, редактор.

## Биография

### Ранние годы. 1905. Эмиграция. 1914
Версии ранней биографии Владимира Лебедева рознятся: по одним данным он родился в грузинском Ахалцихе в 1884 году, по другим — в 1883 (или 1885) в Ростове-на-Дону. Владимир окончил Тифлисское пехотное училище, стал членом Партии социалистов-революционеров (ПСР): во время Революции 1905 года он входил в Военную организацию партии, участвовал в эсеровской деятельности в Севастополе. Был участником Русско-японской войны, имел чин поручика РИА.
После 1908 года Лебедев находился за пределами Российской империи: был в эмиграции во Франции. Являлся одним из редакторов эсеровского журнала «За народ».
После начала Первой мировой войны Лебедев вступил добровольцем во французскую армию (Иностранный легион) — за боевые отличия он стал лейтенантом французской армии и воевал на Салоникском фронте в составе экспедиционных сил Антанты в Греции. Был военным корреспондентом ряда французских и русских газет.

### 1917. Помощник Керенского. КОМУЧ
После Февральской революции Владимир Лебедев вернулся в Россию и поступил на государственную службу: с мая 1917 года он являлся помощником военного и морского министра А. Ф. Керенского, а в июле — августе того же года — управляющим морским министерством России.
После Октябрьского переворота и разгона Всероссийского Учредительного собрания (1918) Лебедев стал одним из организаторов Народной армии в Самаре. 19 июня 1918 года он был назначен членом Военного штаба КОМУЧа. Участвовал в боях против Красной армии, в частности, участвовал во взятии Казани, откуда захватил и вывез золотой запас Государственного банка.
Лебедев участвовал в Государственном совещании в Уфе, но уже в 1919 году повторно эмигрировал (по другой версии — был откомандирован во Владивосток и США) и перебрался в Париж, где стал соредактором журнала «Pour le Russie». С 1921 в он проживал в Праге, где был членом редколлегии журнала «Воля России» (1921—1932). Подолгу находился в Болгарии и Югославии.

### Белград. Женева. Париж. США
Затем Лебедев жил в Белграде, где стал организатором и директором журнала на сербохорватском языке «Руски архив» (1928—1939), а также одним из руководителей белградского Объединения земских и городских деятелей за границей (Российский земско-городской комитет, Земгор). В 1929 году Лебедев совершил нелегальную поездку в СССР.
Лебедев участвовал в работе Нансеновского офиса помощи беженцам в Женеве. В Париже он основал Societe Nouvelle d’Editions Franco-Slaves.
В начале 1930-х годов Лебедев снова жил в Париже, где участвовал в собраниях «Кочевья» и «Дней». В 1931 году он получил французское гражданство. В 1933 году участвовал в открытии в Париже Культурно-просветительного клуба «Труд», выступал с докладами на его собраниях, вошел в правление Оборонческого движения в Париже. Публиковался в газетах и журналах: «Paris soir», «Le Peuple juif», «Excelsior», «La Vie socialiste», «Vu et lu», «Journal des Nations» (орган Лиги Наций), «Политика» и «Руски архив» (Белград). Был одним из редакторов парижского сборника «Проблемы» (1934—1936).
В 1933 году Владимир Лебедев являлся членом парижской масонской ложи «Космос» № 288 в составе Великой ложи Франции. В 1936 году он вошёл в группу «Воля России» и тогда же переехал в США, где редактировал газету «Рассвет» (Чикаго), а также был сотрудником редакции газеты «Новое русское слово» (с 1938). Принял американское гражданство. В 1942 он стал основателем и бессменным председателем Общества приехавших из Европы.
Владимир Иванович Лебедев скончался 30 марта 1956 года в Нью-Йорке и был похоронен на Свято-Владимирском кладбище в Кэсвилле (штат Нью-Джерси).

## Награды
- Орден Святого Владимира 4-й ст. с мечами и бантом (1906)
- Орден Святой Анны 4-й ст. (1906)[4]

## Семья
Жена (с 1908, Бельгия): баронесса Маргарита Николаевна (урожденная Спенглер; 1885—1958) — врач, член ПСР, близкая знакомая семьи георгиевского кавалера А. А. Гамбурцева и семьи поэтессы Марины Цветаевой.
Дочь: Ирина (род. 1916) — в замужестве Колль.

## Произведения
- Лебедев В. Из рядов французской армии : Русские волонтёры во Франции : Очерки французского фронта и тыла : В Македонии / под ред. Н. Сперанского. — М.: Издание М. и С. Сабашниковых, 1916. Архивировано 18 октября 2016 года.
- Лебедев В. И. Борьба русской демократии против большевиков. Записки очевидца и участника свержения большевистской власти на Волге и в Сибири. — Нью-Йорк: Народоправство, 1919. — 64 с.
- Лебедев Вл. Новым путем. — Воля России, 1923. — 192 с.
- Лебедев В. Воспоминания русского добровольца о службе во французской армии. — Париж, 1917.
- Лебедев В. В стране роз и крови. — Париж, 1935. — 234 с.
- Лебедев В. И. Конец Савинкова // Воля России. — 1924. — № 14—15. Архивировано 18 октября 2016 года.
- Лебедев В. И. «Братанье на фронте» и «Красная Гвардия» в тылу // Воля России. — 1917. — 30 апреля (№ 2). Архивировано 18 октября 2016 года.
- Лебедев В. И. Несколько поправок // Новости. — 1915. — 5 мая (№ 228). Архивировано 18 октября 2016 года.
- Лебедев В. И. О наступлении // Воля Народа. — 1917. — 2 мая (№ 3). Архивировано 18 октября 2016 года.
- Лебедев В. И. Заговор Врангеля против болгарской демократии // Голос России. — 1922. — 18 мая (№ 968). Архивировано 18 октября 2016 года.
- Лебедев В. И. На пути к истине // Голос России. — 1922. — 29 марта (№ 928). Архивировано 18 октября 2016 года.
- Лебедев В. И. Грузия и Армения // Воля России. — 1921. — 2 апреля (№ 168). Архивировано 18 октября 2016 года.
- Лебедев В. И. Тайна посмертного рассказа («В тюрьме» Б. Савинкова) // Воля России. — 1926. — № 2. Архивировано 18 октября 2016 года.
- Лебедев В. И. Стихотворение «Родина» // Воля Народа. — 1917. — 2 мая (№ 3). Архивировано 26 октября 2016 года.